# Marcelo Gama

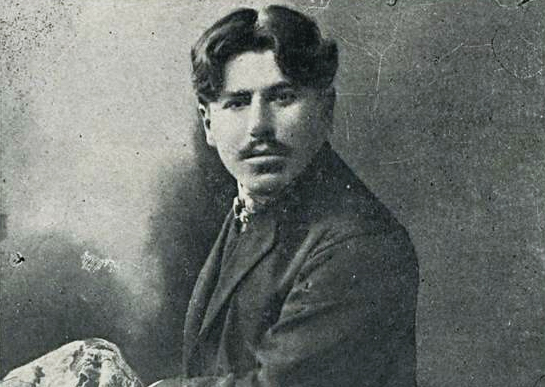
Marcelo Gama

Marcelo Gama, pseudônimo de Possidônio Duarte Machado (Mostardas, 3 de março de 1878 — Rio de Janeiro, 7 de março de 1915), foi um poeta e jornalista brasileiro e um dos maiores representantes da poesia simbolista no Rio Grande do Sul.

## Biografia
Fundou em Porto Alegre o quinzenário Artes e Letras em 1898, e a revista A Lua, em Cachoeira do Sul, em maio de 1900. Era redator do Jornal da Manhã em 1908 quando Eduardo Guimaraens veio ao jornal para tentar publicar seu soneto Aos Lustres, que foi inicialmente rechaçado por ser o autor considerado jovem demais para ter escrito algo de tamanha qualidade. 
Sua obra se resume a três livros: Via Sacra (poesia), de 1902; Avatar (peça dramática em versos), de 1905; e Noite de Insônia (poesia), de 1907, reunidas em 1944, no Rio de Janeiro, num único volume acrescido de outros poemas. Alguns poemas inéditos foram recolhidos por Walter Spalding, que os publicou num estudo sobre o autor na Revista de Erechim, em 1953. Para o teatro criou revistas musicais como A Peste Bubônica, em parceria com Zeferino Brasil e outros.
Foi membro fundador da Academia Rio-Grandense de Letras.
Morreu ao cair do bonde, nos trilhos do Engenho Novo, no Rio de Janeiro.